# طول (صوتيات)
في الصوتيات، الطول أو طول الصوت اللغوي من سمات الأصوات التي لها مدة ممتدة بشكل مميز مقارنةً بالأصوات الأخرى. هناك الحروف المتحركة الطويلة وكذلك الحروف الساكنة الطويلة (وغالبا ما تسمى هذه الأخيرة ب geminates).
العديد من اللغات ليس لها طول مميز. من بين اللغات التي تمتاز بالطول، لا يوجد سوى عدد قليل منها التي تملك الحروف المتحركة الطويلة والحروف الساكنة الطويلة معاً. من المتعارف عليه أن يكون هناك واحد فقط أو أنهم يعتمدون على بعضهم البعض.

اللغات التي تميز اطوال كلماتها غالبا ما تكون لديها أصوات قصيرة وطويلة. لغة "المايكس" هي مثال على الاطوال في الصوتيات وتمتاز في انها لديها ثلاث درجات من طول اصواتها. بعض من "الأصوات الألمانية المنخفضة" أو السكسونيات المنخفضة" في مناطق "هامبورغ” وبعض أصناف "موسيل فرانكونيان” و"فرانكونية ريبواريان" أيضًا.

بالمعنى الدقيق، يجب أن يكون زوج من الصوت الطويل والصوت القصير متطابقين باستثناء طولهما. ومع ذلك، في بعض اللغات، هناك أزواج من الصوتيات التي تعتبر تقليديا أزواج طويلة-قصيرة على الرغم من اختلافها في الجودة وليس في الطول فقط، على سبيل المثال بالإنجليزية " eالطويلة “ التي هي /iː/ و تستخدم في الكلمة feet /fiːt)) التي تعني قدم مقابل "iالقصيرة " التي هي / ɪ / وتستخدم في الكلمة fit /fɪt)/( والتي تعني لائق أو "eالطويلة" في اللغة الألمانية التي هي /eː/ كما  تستخدم في (Beet / beːt) "سرير حديقة"، مقابل "e القصيرة "التي هي / ɛ / كما هو الحال في الكلمة Bett/bɛt/ )/( " سرير النوم ".أيضًا، قد يعزز الطول الكفاف النغمي، كما هو الحال في الإستونية، حيث يكون الطول الزائد مصحوبًا بتغير نغمي يشبه علامة الإجهاد نغمي.

في النسخ، في الابجدية الصوتية الدولية (IPA)، الحروف المتحركة والحروف الساكنة الطويله يشار لها بعلامة الطول )القولون الثلاثي المعدل) (MODIFIER LETTER TRIANGULAR COLON) بعد الحرف، وهو حرف أبجدي يشبه علامة ترقيم القولون،⟨꞉⟩، من الممكن ان تظهر علامات التشكيل فوق الحرف الأساسي، علامة الطول، أو كلاهما في آن واحد. على سبيل المثال، في بعض أصناف اللغة الإنجليزية من اللهجات المحلية وغيرها التي تدعى “اللا روتينيه” “non-rhotic”، الحرف /t/ في نهاية كلمة party  يمكن حذفها على نحو وثيق، وإبقاء صوت لاهت وخافت للدلالة عليها، وفي هذة الحالة يتم نسخها [ˈpɑː̤ɪ] عندما يكون كل من الطول والنبرة موضعيًا، فقد يظهر تشكيل قي النبرة مرتين، كما في ([sáː̀]) ( سقوط نبرة الحرف المتحرك الطويل). من الممكن تصغير المقطع الصرفي (المورفيم) في الطول بالإضافة إلى إخراج بعض الهواء من الأنف (naslization)، و في هذه الحالة يتم نسخ الكلمة على انها [saː̃]. إذا كان الطول صرفي، ستكون مقاطعه الصرفيه /ː̀/ و /ː̃/
في علم الصوتيات الغير خطية، غالبًا لا تكون ميزة الطول ميزة لقطعة صوتية محددة، بل ميزة للمقطع الصوتي بأكمله.